# McIntire, Iowa
McIntire là một thành phố thuộc quận Mitchell, tiểu bang Iowa, Hoa Kỳ. Năm 2010, dân số của thành phố này là 122 người.

## Dân số
Dân số qua các năm:
- Năm 2000: 173 người.
- Năm 2010: 122 người.